# Cepelinai
Cepelinai (ental – cepelinas) eller didžkukuliai er en kogt kartoffelfrikadelle fyldt med hakket kød, tør hytteost eller svampe. Cepelinai er en populær national ret i det litauiske køkken.
Cepelinas er litauisk for Zeppelin luftskib, som er et kælenavn for didžkukuliai på grund af faconen. Cepelinai er omkring 10-20 cm lang. Størrelsen afhænger af hvor de er lavet: i det vestlige Litauen er cepelinai større end i det østlige.

## Ingredienser
Cepelinai kan laves med fyld af hakket oksekød, en kombination af hakket oksekød og hakket svinekød, drænet hytteost eller svampe.
Indgredienser til cepelinai med fyld af hakket svinekød:
| - 1 kg kartofler med meget stivelse evt. bintje - 3-4 kogte kartofler - 2 æg - salt - evt. kartoffelmel | - 500 g hakket svinekød - 1 fed hvidløg - 2 hakkede løg - 1 æg - 1 kop mælk - 1-2 skiver toastbrød eller kogte ris - allehånde, merian eller mynte - salt | - 200-300 g Lašiniai (dansk: røget spæk/bacon) - 1 spsk. fedt - 2-3 løg - 250 g smetana (et østeuropæisk cremefraicheagtigt mejeriprodukt) - 1 spsk. mel - 1 kop mælk - salt og krydderier (efter smag) |

## Tilberedning

### Kartoffel "fars"
De rå kartoflerne skrælles og rives på den fine side af et rivejern. Massen blandes tilsættes evt. med citronsaft for at undgå at den bliver brun. De revne kartofler drypper af en en si, stivelsen i væsken skal synke til bunds, væsken hældes fra og stivelsen tilsættes de revne kartofler. De kogte kartofler moses og blandes med de revne. Massen smages til med salt og æltes godt. Hvis massen er for løs tilsættes evt. kartoffelmel. Der tilsættes to æg.

### Fyld
Svinekød og findelt og blandet med mælk gennemblødt hvidt brød, hakket hvidløg og løg og tilsæt til at smage krydderiersalt, så rør igen og hjælpe med at stå i 10-20 minutter.
Brødet lægges til blød i mælken og blandes med det hakkede svinekød, presset hvidløg og hakkede løg tilsættes det hele røres til en "tør" fars og smages til med krydderierne. Farsen trækker i køleskab 10-20 minutter. Kartoffelblandingen formes til bøffer med en skefuld af fyldet i midten. "Kartofelfrikadellerne" lukkes om fyldet og formes til en oval zepelineragtig facon.

### Kogning
Cepelinai sænkes ned i saltet kogende vand med en hulske og simrer ved svag varme i ca 30 minutter. Der røres forsigtigt i gryden så cepelinai ikke hænger i bunden. 

### Cremet sauce
Lašiniai skæres i tern og ristes med fedt i en gryde, fint hakkede løg tilsætts. Når løgene er blevet klare tilsættes mel og der laves en opbagt sovs med mælken, saucen smages til med salt og krydderier og smetana tilsættes.

### Servering
Cepelinai serveres med smetana eller cremet sauce og ristede bacontern eller flæskesvær.

## Varianter
Ud over de typiske kød- og hytteost cepelinai laves de også i svampefyldte, kålfyldte, skinke- eller fiskefyldte versioner. Alle krydret efter familiens traditioner.